# Carrasca Mil·lenària del Mas d'en Gregori
La Carrasca Mil·lenària del Mas d'en Gregori (Quercus ilex subsp. ballota) és un arbre molt vell que es troba al Mas d'en Gregori (Porrera, el Priorat), el qual apareix amb la denominació de Carrasca Mil·lenària en plànols molt antics de la zona.

## Dades descriptives
- Perímetre del tronc a 1,30 m: 3,31 m.
- Perímetre de la base del tronc: 3,68 m.
- Alçada: 14,21 m.
- Amplada de la capçada: 13,08 m.
- Altitud sobre el nivell del mar: 463 m.[1]

## Entorn
L'arbre és a la finca del Mas d'en Gregori, actualment dedicat al turisme rural. Es troba a mitja hora del mas, en un coster amb força pendent molt pedregós (de pissarra) i amb restes d'antigues vinyes i conreus de fruiters. Avui el territori està colonitzat per pinastre, pi blanc, càdec, garric, aladern, carrasca, argelaga negra, caps d'ase, farigola, estepa negra, estepa blanca, galzeran, esparreguera boscana, falzia negra, dauradella, xuclamel santjoaner, fenàs, perpètua, polipodi i orella de monjo. A la zona hi ha molta activitat faunística: rata negra, cabirol, gorjablanc, gaig, àliga marcenca, tallarol de casquet, pit-roig i gralla.

## Aspecte general
Ressalta la seua magnífica morfologia: té una capçada compensada i oberta, ramificada des de ben avall i formant una creu amb forma de mà de molts dits. Tot i així, presenta un important estat de regressió provocat de segur per estrès hídric. Part important de la capçada ha perdut el fullatge i el seu estat és preocupant. Els propietaris del mas tenen un manifest interès en la seua recuperació. Presenta atacs de banyarriquer i altres xilòfags a la fusta i de cinípids a les fulles.

## Accés
Des de Porrera, cal agafar la carretera TP-7403 en direcció a Torroja del Priorat. Al punt quilomètric 3,7 aproximadament, trobarem el panell d'indicació del Mas d'en Gregori a mà dreta. Una pista forestal ens deixa al mas. Un cop allà, hem de demanar permís als propietaris per visitar l'arbre, el qual és a 1,5 quilòmetres seguint la pista que s'enfila per darrere la casa (a la part dreta). GPS 31T 0318416 4563372.